# فرنسيس هوفمان
فرنسيس هوفمان (بالإنجليزية: Francis Hoffmann)‏ هو محامي وسياسي أمريكي، ولد في 5 يونيو 1822، وتوفي في 23 يناير 1903 في جيفرسون في الولايات المتحدة. حزبياً، نشط في الحزب الجمهوري.